# Tandpleje
Tandpleje er den gren af lægevidenskab, der involverer studier, diagnoser og behandling af sygdomme, lidelser og tilstande i mundhulen, oftest tandsættet, men også gummerne og mundens slimhinder, og andre dele og væv især kæbe og ansigtsområdet. Selvom det primært associeres med tænder i offentligheden er tandpleje og dental lægevidenskab ikke begrænset til odontologi (fra oldgræsk ὀδούς (odoús, “tand”) - studiet af strukturer, udvikling og anormaliteter i tænderne. På grund af deres betydelige overlap i konceptet er tandpleje ofte også forstået at underordne den nu stort set hedengangne medicinsk speciale stomatologi (studiet af munden og dens lidelser og sygdomme), hvorfor de to udtryk er bruges i flæng i visse regioner.
Tandpleje bliver bredt accepteret for en vigtig faktor for det generelle helbred. Tandlægebehandling udføres af forskellige personer der beskæftiger sig med tandpleje, hvilket inkluderer tandlæger, tandplejere, klinikassistenter, tandteknikere og tandterapeuter. De fleste tandlæger arbejder i private praktsiser, selvom nogle arbejder på hospitaler og institutioner (fængsler, hæren osv.).
Tandplejens historie er næsten lige så gammel som menneskehedens historie, og samfund med de tidligste beviser for tandpleje dateres tilbage til 7.000 år fvt. Forhistoriske tandoperationsteknikker ses i det gamle Egypten, hvor underkæber dateret til omkring 2650 fvt. viser to perforeringer lige under roden på den første kindtand, hvilket indikerer at man har drænet en tandbyld. Rester fra de tidlige Harappankultur-perioder af Induskulturen (c. 3300 fvt.) viser tegn på tænder er blevet boret helt tilbage for 9.000 år siden. Man antager at tandoperationer har været den første specialisering inden for lægevidenskab.